# Оксиринхский папирус 5101

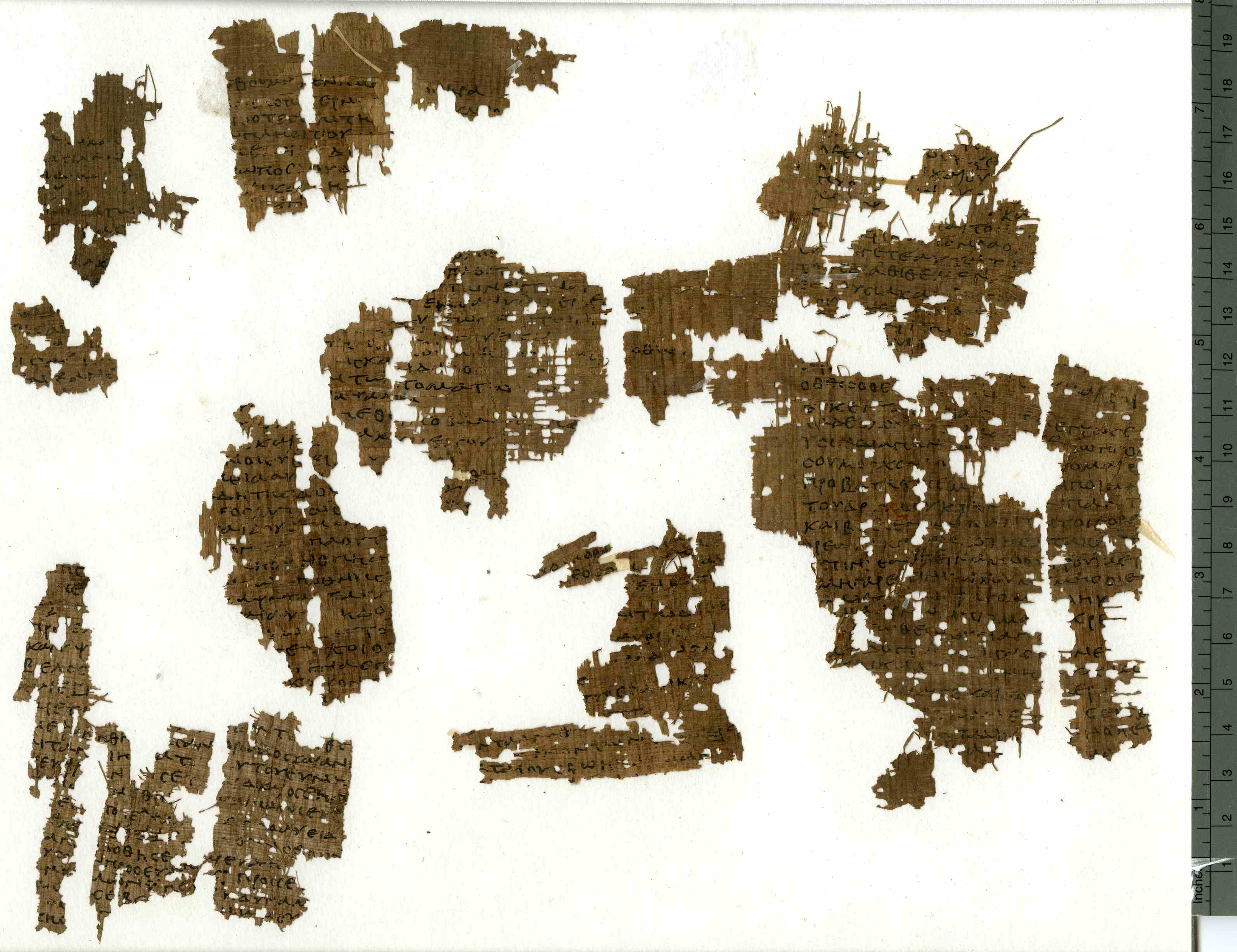
Papyrus Oxyrhynchus 5101

Оксиринхский папирус 5101 (P. Oxy. LXXVII 5101) содержит фрагменты рукописи на языке греческого койне из Септуагинты (LXX), написанные на папирусе. Это одна из рукописей, обнаруженных в Оксиринхе. Палеографически он был датирован между 50 и 150 годами C.E.
Эти фрагменты содержат Псалтирь 26:9-14; 44:4-8; 47:13-15; 48:6-21; 49:2-16; 63:6-64:5 и тетраграмматон для Божественного Имени.
Фрагменты были опубликованы в 2011 году («The Oxyrhynchus Papyri». T. LXXVII (77))

## Место нахождения
Рукопись хранится в отделе папирологии Эшмоловского музея в Оксфорде (P. Oxy. LXXVII 5101).